# Писмо (филм)
„Писмо“ (на македонска литературна норма: „Писмо“) е късометражен филм от Република Македония от 2000 година на режисьорите Александър Микич, Емил Рубен, Силвия Йовановска и Бранко Гьорчев.